# Eduard Böcking
Eduard Böcking, född den 20 maj 1802 i Trarbach, död den 3 maj 1870 i Bonn, var en tysk rättslärd och historiker.
Böcking, som från 1829 var professor i Bonn, var en skarpsinnig och grundlärd, särskilt filologiskt välrustad representant för den historiska skolan inom rättsvetenskapen och inlade förtjänst genom utgivandet av de juridiska klassikerna Ulpianus (1841; 4:e upplagan 1855) och Gajus (1837; 5:e upplagan 1866), bägge i av honom präntade faksimilen av handskrifterna, samt Notitia dignitatum (1839–1853). Han utgav även A.W. von Schlegels och Ulrich von Huttens arbeten.